# Gevabrom

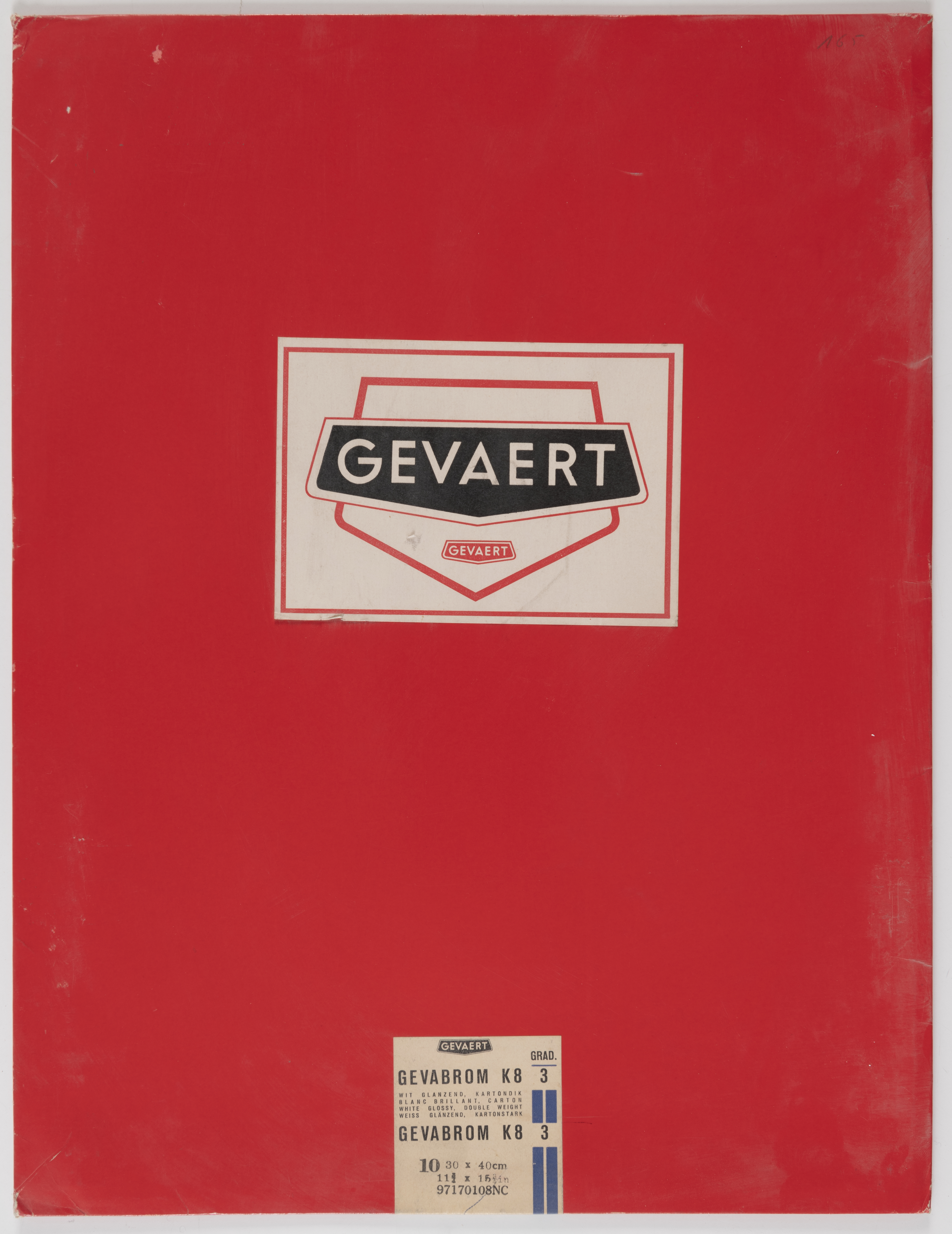
Verpakking fotopapier Gevabrom, geproduceerd door Agfa-Gevaert, collectie FOMU Fotomuseum Antwerpen, F 71 297 r

Gevabrom is een soort fotopapier dat ontwikkeld werd door Gevaert. Gevabrom is een zilverbromidepapier voor vergroting. Het is de opvolger van het fotopapier Orthobrom. 

## Ontstaan
De merknaam Gevabrom werd in 1927 al beschermd, maar werd in 1960 pas gebruikt om het product op de markt te brengen. Uit oude etiketten blijkt dat Gevaert pogingen heeft ondernomen rond 1930 om Gevabrom in het buitenland op de markt te brengen. 

## Verschillen met Orthobrom
In Arbeid Adelt beschrijft Roosens enkele verschillen met de voorloper Orthobrom:
- de papieronderlaag van Gevabrom was aanzienlijk witter dan Orthobrom;
- het contrast van het beeld was duidelijker;
- Gevabrom was een gevoeliger papier dan Orthobrom.[3][4]

## Eigenschappen
Gevabrom werd in vijf gradaties op de markt gebracht: 0, 1, 2, 3 en 4. Gradatie 0 stond voor een "zeer hard negatief" en 4 voor een "zeer zacht negatief". Hoe hoger de gradatie, hoe korter een papier belicht moest worden om een afdruk van een negatief te bekomen.